# 俠盜獵車手：倫敦1961
《俠盜獵車手：倫敦1961》是《俠盜獵車手》的第二個任務包，提供免費下載，但只發售在Microsoft Windows平台上，而且需要《俠盜獵車手》和上一个任务包《俠盜獵車手：倫敦1969》才可執行。

## 外部連結
- 官方網站 （页面存档备份，存于）（英文）
- Grand Theft Auto: London 1961 （页面存档备份，存于） Grand Theft Auto Wiki（英文）